# Gołębie (województwo mazowieckie)
Gołębie – wieś w Polsce położona w województwie mazowieckim, w powiecie pułtuskim, w gminie Świercze. Ma status sołectwa.
Do 1954 roku istniała gmina Gołębie. W latach 1975–1998 miejscowość administracyjnie należała do województwa ciechanowskiego.